# میدوی (ویسکانسین)
میدوی (به انگلیسی: Midway) یک منطقهٔ مسکونی در ایالات متحده آمریکا است که در شهرستان لا کروس، ویسکانسین واقع شده‌است. میدوی ۱۹۹٫۹۵ متر بالاتر از سطح دریا واقع شده‌است.